# Extreme Programming
Extreme Programming – egentlig eXtreme Programming med deraf følgende forkortelse XP – er en softwareudviklingsmetode til udvikling af software.

## Karakteristika ved XP
Extreme Programming er en såkaldt agil metode, der er karakteriseret ved at være åben for tilpasninger løbende i udviklingsprocessen. Brugernes ord er lov, og udviklerne skal altid have brugernes prioritering af, hvilke dele der skal udvikles næste gang, samt godkendelse af, at det udviklede faktisk var det, de havde brug for.

### Principper
Metoden har fire hovedprincipper:
- Kommunikation: Brugere og udviklere skal konstant kommunikere om det kommende system
- Simpelhed: Udviklerne skal til hver en tid kun skrive kode, der netop løser det aktuelle problem – ikke prøve at forudse behov
- Feedback: Test er af afgørende betydning, idet det giver udviklerne svar på, om de har lavet det rigtige
- Mod: Der skal mod til at bryde med traditionelle tankemåder i systemudvikling, f.eks. at der skal laves grundige kravspecifikationer

### Arbejdspraksis
Extreme Programming opererer med tolv punkter ("core practices"), der beskriver den ideelle arbejdspraksis i et XP-projekt:
1. Planlægning ("Planning game")
2. Små udgivelser med korte mellemrum
3. Systemmetafor
4. Simpelt design
5. Testdreven udvikling (''TDD'') (en)
6. Hyppig refaktorering
7. Parprogrammering
8. Fælles ejerskab til programkoden
9. Kontinuerlig integration
10. Overkommeligt arbejdstempo
11. Et samlet udviklingshold
12. Fælles kodestandard

Det understreges, at det ikke er tilrådeligt at vælge blandt disse tolv punkter, idet der opstår en slags symbiose, når de anvendes samlet.
Den metode, der opstår ved anvendelse af denne arbejdspraksis, er nødvendigvis iterativ og inkrementel.

## Historie
I midten af 1980'erne arbejdede de to systemudviklere Kent Beck og Ward Cunningham sammen i en række projekter, og herfra stammer kernen i XP. Beck arbejdede videre med tankerne og beskrev en række af de karakteristika, der senere skulle blive centrale i XP. Det var dog først i midten af 1990'erne, at han for alvor beskrev metoden, og i 2000 udkom hans bog Extreme Programming Explained – Embrace Change, der betragtes som den vigtigste bog om XP.